# Весёлый (Кировский район)
Весёлый — хутор в Кировском районе (городском округе) Ставропольского края Российской Федерации.
До 1 мая 2017 года входил в состав сельского поселения Горнозаводской сельсовет.

## География
Расстояние до краевого центра: 190 км. Расстояние до районного центра: 21 км.

## Население
| 1989 | 2002 | 2010 | 2014 | 2021 |
| ---- | ---- | ---- | ---- | ---- |
| 92   | ↗128 | ↘105 | ↘100 | →100 |

По данным переписи 2002 года, все жители — русские (100 %).